# Francisco Javier Vicente Navarro
Francisco Javier Vicente Navarro (ciutat de València, 6 de febrer de 1974) conegut futbolísticament com a Javi Navarro, és un exfutbolista internacional que va desenvolupar la major part de la seua carrera al València CF i al Sevilla FC.

## Carrera professional
És un producte del planter de joves del València CF, Navarro debutà amb el primer equip durant la temporada 1993-94 (4 partits) i després d'una temporada de préstec amb el CD Logroñes, tornà amb poc impacte (0 aparicions entre 1998-2000, encara que va jugar 19 partits amb el València CF que va acabar segon a la temporada 1995-96).
Després d'una temporada en Segona Divisió amb l'Elx CF, Navarro signà en juliol del 2001 amb el Sevilla FC, on va procedir a formar un temible centre de la defensa associant-se amb Pablo Alfaro (entre 2001-06). En març del 2005, Navarro brutalment impactà amb el seu colze en el jugador del Reial Mallorca Juan Arango, deixant al veneçolà inconscient en el camp.
Després d'haver estat un dels jugadors més importants de tot l'equip del Sevilla durant les conquestes en 2005-07 (dos Copa de la UEFA, una Supercopa d'Europa i una Copa del Rei de futbol), Navarro es va quedar al marge durant gairebé dos anys amb una severa lesió de genoll.
El 19 de maig de 2009 va anunciar la seua retirada del futbol professional sense haver-se pogut recuperar de la greu lesió patida l'any 2007.